# Bellissima noia
Bellissima noia è il terzo album in studio del cantautore italiano Nicolò Carnesi, pubblicato nel 2016.

## Tracce
1. Bellissima noia
2. Lo spazio vuoto
3. Fotografia
4. Lo scherzo infinito
5. Il lato migliore
6. Cambiamento
7. Ricalcolo
8. Comunichiamo male
9. M.I.A.